# Ectropis insecura
Ectropis insecura är en fjärilsart som beskrevs av Louis Beethoven Prout 1927. Ectropis insecura ingår i släktet Ectropis och familjen mätare. Inga underarter finns listade i Catalogue of Life.